# Qaneq
Qaneq är en ö i Grönland (Kungariket Danmark).   Den ligger i kommunen Qaasuitsup, i den västra delen av Grönland, 1 000 km norr om huvudstaden Nuuk. Arean är 11,2 kvadratkilometer.
Terrängen på Qaneq är lite kuperad. Öns högsta punkt är 339 meter över havet. Den sträcker sig 4,9 kilometer i nord-sydlig riktning, och 6,4 kilometer i öst-västlig riktning.